# Gli orfani del male
Gli orfani del male è un romanzo scritto dal francese Nicolas d'Estienne d'Orves nel 2007. Edito in Italia da Sperling and Kupfer, il romanzo si sviluppa partendo dalla storia in epoca contemporanea di alcuni personaggi legati agli esperimenti genetici in Germania in epoca nazista, alcuni realmente esistiti come il celebre Otto Rahn.
Tradotto in 11 lingue, ha avuto un grande successo di pubblico in Francia.

## Edizioni
- Nicolas D'Estienne D'Orves, Gli Orfani del Male, traduzione di Claudia Lionetti, collana Narrativa, Sperling & Kupfer, 2007,  p. 575.